# Power Station
Power Station war eine Supergroup der 1980er Jahre.

## Bandgeschichte

### Gründung
1985 legte die britische Band Duran Duran eine künstlerische Pause ein. John Taylor und Andy Taylor schlossen sich daraufhin eher zufällig mit dem ehemaligen Schlagzeuger von Chic, Tony Thompson, sowie dem Sänger Robert Palmer für ein gemeinsames Projekt zusammen.
Zunächst wollte John Taylor eine Coverversion des Hits Get It On von T. Rex gemeinsam mit seiner damaligen Lebensgefährtin aufnehmen. Noch bevor die Aufnahmen jedoch begonnen hatten, trennte sich das Paar. Stattdessen wurde Palmer für die Aufnahme verpflichtet, und letztlich wurden acht Stücke unter Mitwirkung des Produzenten Bernard Edwards aufgenommen.
Das selbstbetitelte Album erschien im Frühjahr 1985. Die erste Single, Some Like It Hot erreichte Platz sechs in den Billboard Hot 100, und auch Get It On (Bang a Gong) erreichte die US-amerikanischen Top Ten. Communication, die letzte Single des Albums, erreichte dagegen nur noch knapp die Top 40.
Wenige Tage vor Beginn der ersten Tournee verließ Palmer das Projekt jedoch zugunsten seiner Solokarriere. Im Frühjahr 1986 hatte er mit Addicted to Love seinen ersten und einzigen Nummer-eins-Hit in den USA. Für die Tournee, die auch einen Auftritt beim Live-Aid-Konzert beinhaltete, wurde kurzfristig der Sänger Michael Des Barres verpflichtet. Anschließend wurde das Projekt aufgelöst.

### Comeback
Im Herbst 1996 kehrten Power Station in Originalbesetzung mit dem Album Living in Fear zurück. John Taylor verließ noch während der Aufnahmen die Band und wurde am Bass von Bernard Edwards ersetzt. Kurz vor Beginn der anschließenden Tournee starb Edwards, die Band tourte daraufhin mit Ersatzbassisten, darunter auch Guy Pratt. Danach löste sich die Band erneut auf.
Sowohl Palmer wie auch Thompson verstarben im Jahr 2003.

## Diskografie

### Studioalben
| Jahr | Titel             | Höchstplatzierung, Gesamtwochen, AuszeichnungChartplatzierungen (Jahr, Titel, Platzierungen, Wochen, Auszeichnungen, Anmerkungen) | Höchstplatzierung, Gesamtwochen, AuszeichnungChartplatzierungen (Jahr, Titel, Platzierungen, Wochen, Auszeichnungen, Anmerkungen) | Höchstplatzierung, Gesamtwochen, AuszeichnungChartplatzierungen (Jahr, Titel, Platzierungen, Wochen, Auszeichnungen, Anmerkungen) | Höchstplatzierung, Gesamtwochen, AuszeichnungChartplatzierungen (Jahr, Titel, Platzierungen, Wochen, Auszeichnungen, Anmerkungen) | Höchstplatzierung, Gesamtwochen, AuszeichnungChartplatzierungen (Jahr, Titel, Platzierungen, Wochen, Auszeichnungen, Anmerkungen) | Anmerkungen                         |
| Jahr | Titel             | DE | AT | CH | UK | US | Anmerkungen                         |
| ---- | ----------------- | --- | --- | --- | --- | --- | ----------------------------------- |
| 1985 | The Power Station | DE23 (16 Wo.)DE | — | CH16 (5 Wo.)CH | UK12 Gold · (23 Wo.)UK | US6 Platin · (44 Wo.)US | Erstveröffentlichung: 25. März 1985 |

Weitere Alben
- 1996: Living in Fear
- 2003: Best Of
- 2005: 20th Anniversary Edition

### Singles
| Jahr | Titel                                     | Höchstplatzierung, Gesamtwochen, AuszeichnungChartplatzierungen (Jahr, Titel, Platzierungen, Wochen, Auszeichnungen, Anmerkungen) | Höchstplatzierung, Gesamtwochen, AuszeichnungChartplatzierungen (Jahr, Titel, Platzierungen, Wochen, Auszeichnungen, Anmerkungen) | Höchstplatzierung, Gesamtwochen, AuszeichnungChartplatzierungen (Jahr, Titel, Platzierungen, Wochen, Auszeichnungen, Anmerkungen) | Höchstplatzierung, Gesamtwochen, AuszeichnungChartplatzierungen (Jahr, Titel, Platzierungen, Wochen, Auszeichnungen, Anmerkungen) | Höchstplatzierung, Gesamtwochen, AuszeichnungChartplatzierungen (Jahr, Titel, Platzierungen, Wochen, Auszeichnungen, Anmerkungen) | Anmerkungen                              |
| Jahr | Titel                                     | DE | AT | CH | UK | US | Anmerkungen                              |
| ---- | ----------------------------------------- | --- | --- | --- | --- | --- | ---------------------------------------- |
| 1985 | Some Like It Hot The Power Station        | DE16 (13 Wo.)DE | AT10 (8 Wo.)AT | CH13 (7 Wo.)CH | UK14 (8 Wo.)UK | US6 (18 Wo.)US | Erstveröffentlichung: 4. März 1985       |
| 1985 | Get It On (Bang a Gong) The Power Station | DE37 (7 Wo.)DE | — | — | UK22 (7 Wo.)UK | US9 (15 Wo.)US | Erstveröffentlichung: 29. April 1985     |
| 1985 | Communication The Power Station           | — | — | — | UK75 (2 Wo.)UK | US34 (10 Wo.)US | Erstveröffentlichung: 28. Oktober 1985   |
| 1996 | She Can Rock It Living in Fear            | — | — | — | UK63 (2 Wo.)UK | — | Erstveröffentlichung: 30. September 1996 |